# Ptačí domky v Úštěku
Ptačí domky jsou historické domy na západní části ostrohu, na němž stojí historické jádro města Úštěk.
České předměstí Úštěku bylo díky své poloze na úzkém ostrohu jen málo vhodné pro budování dalších domů, které byly potřeba v dobách rozvoje města na přelomu 18. a 19. století. Středem ostrohu původně vedla cesta z Litoměřic a náhon ke Königovu mlýnu a mlýnu Na Skále. Podél výjezdové cesty severně od cesty za Königovým mlýnem zbyl jen úzký pruh roviny končící strmou stěnou. Zájemci o bydlení na tomto místě řešili nedostatek plochy tak, že vysunuli dřevěné trámy nad skalní stěnu a pro upevnění je podepřeli o skálu opřenými dřevěnými podpěrami. V mnoha pramenech se lze dočíst, že domky byly vybudovány italskými dělníky, kteří pracovali na stavbě železniční trati z Litoměřic přes Úštěk do České Lípy. Pravdou ale je, že domky jsou s jistotou doloženy už na počátku 19. století, tedy mnohem dříve, než do města přibyli italští dělníci. Díky podobě s ptačími hnízdy nalepenými na skále se tak vžil pro tyto domy název Ptačí.

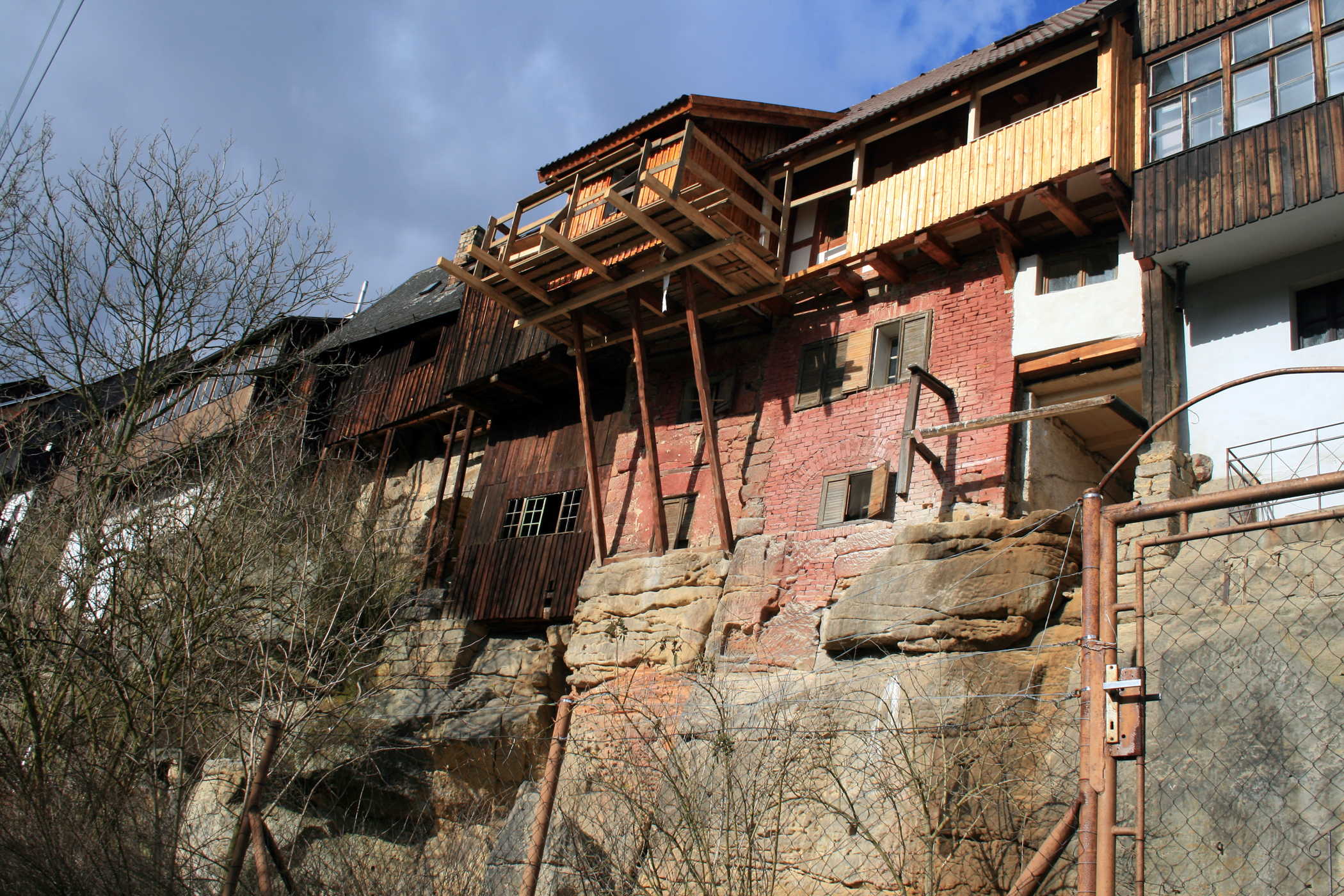
Ptačí domek čp. 28

Pod domky byla vyhloubena sklepení. Jedním z nich dokonce protékal výše zmíněný náhon, který jím vytékal dolů na skálu.  Průjezd mezi domky je uzavřen. Střechy domků jsou z uličky tak nízko, že na ně lze dosáhnout rukou. Kromě historického rázu ale nenabízejí tak atraktivní pohled jako jejich druhá strana z Kamenné uličky.
Jako kulturní památka je zapsán samostatně dům čp. 28 a společně skupina domků čp. 29, 30, 61, 31, 32 včetně hospodářské budovy domu čp. 32. Součástí téhož bloku je i dům čp. 27 s dvoupodlažní převislou krytou pavlačí, který jako kulturní památka zapsán není.